# Niède Guidon
Niède Guidon OMC • OLH • ORB (Jaú, 12 de março de 1933 – São Raimundo Nonato, 4 de junho de 2025) foi uma arqueóloga, pesquisadora e professora universitária brasileira.
Foi membro titular da Academia Brasileira de Ciências (ABC) e da Cadeira 24 da Academia Piauiense de Letras, além de grande oficial da Ordem Nacional do Mérito Científico. Era conhecida mundialmente pela defesa de sua hipótese sobre o processo de povoamento das Américas e por sua luta pela preservação do Parque Nacional Serra da Capivara, no Piauí.

## Biografia
Nascida no interior do estado de São Paulo. Seu pai, Ernesto Francesco Guidon, era natural da cidade de Turim (Itália). Os avós paternos haviam contraído casamento em Jaú em 1892 onde haviam se estabelecido como imigrantes, sendo o avô paterno, Joseph Guidon, natural do Vale de Aosta, região italiana de língua arpitana, e a avó da província de Asti, no Piemonte. Sua mãe, Cândida Viana de Oliveira, tinha ascendência colonial luso-brasileira.
Graduada em História Natural pela Universidade de São Paulo (USP), em 1959, especializou-se em Arqueologia Pré-histórica, com ênfase em arte rupestre, na Universidade Paris 1 Panthéon-Sorbonne (1961–1962), e obteve o seu doutorado em Pré-história, pela mesma universidade, em 1975, com a tese intitulada Les peintures rupestres de Varzea Grande, Piauí, Brésil, sob a orientação de André Leroi-Gourhan.
A primeira notícia sobre São Raimundo Nonato e o que viria a ser o Parque Nacional da Serra da Capivara chegou a ela em 1963, numa exposição de pinturas rupestres de Lagoa Santa, Minas Gerais, no Museu Paulista da USP, onde ela trabalhava na época. Na ocasião, ela recebeu a visita do prefeito de Petrolina, Pernambuco, que lhe falou da existência de pinturas semelhantes, no Piauí, no sítio arqueológico de Coronel José Dias - acerca de 525 km de Teresina. Apesar de seu interesse sobre assunto, ela não teve a oportunidade de conhecer a região naquele momento, entre outros contratempos, uma denúncia lhe obrigaria a partir para o exilio da França para não ser presa durante a Ditadura Civil Militar após o golpe de 1964, pouco depois daquele encontro. Ela conta:
| “ | Eu era da Universidade de São Paulo. E tinha uma tia que tinha um amigo que era general. Um dia ele telefonou para ela e disse: 'A Niède tem que ir embora hoje porque ela vai ser presa'. Minha tia foi ao meu apartamento, me botou no avião, e eu fui embora. Não foi só comigo que aconteceu. Na época, pessoas que não tinham passado no concurso para professor da USP, que tinham ficado em segundo ou terceiro lugar, denunciaram os colegas que tinham sido aprovados para ficar com o lugar deles. Foi isso que aconteceu. | ” |

Ela somente conseguiria visitar o Piauí em 1973, depois de ter estado cerca de oito anos fora do Brasil, lecionando na École des Hautes Études en Sciences Sociales, em Paris. Muito interessada na riqueza dos sítios arqueológicos do Piauí, em 1978, ela convenceu o governo francês a estabelecer uma missão arqueológica para estudar a pré-história no Piauí. Em entrevista concedida ao Museu da Pessoa, Niède relata todo o processo:
| “ | Quando eu cheguei na França, aquilo do Piauí tava na minha cabeça. Assim que pude, organizei uma ação francesa pra São Raimundo Nonato pra tirar a limpo o que eram aquelas fotos que tinham me mostrado. Se via que era algo completamente diferente de Minas Gerais. Fiz um pedido ao CNRS, que é o Centro Nacional da Pesquisa Científica, corresponde ao CNPq brasileiro, fiz todo um levantamento do que já se sabia do Brasil, mostrei que era uma região sem nenhuma pesquisa, sendo necessário ir até lá. Tive o apoio dos meus professores e consegui a verba francesa. Meus colegas da Universidade de São Paulo, que tinham ficado, também foram me encontrar. Foi uma missão, desde o começo, franco-brasileira. Éramos em três: Silvia Maranca, Luciana Pallestrini e eu.' | ” |

Voltando ao Brasil, integrando a Missão Arqueológica Franco-Brasileira, uma iniciativa do Museu de História Natural de Paris para desenvolvimento de projetos de arqueologia. Até sua aposentadoria como docente, Niède Guidon seria a líder da missão, composta por pesquisadores brasileiros, franceses e de outros países, assim como assistentes de campo locais. Depois disso, a seu convite, Eric Boëda, pesquisador do CNRS e professor da Universidade de Paris, sucedeu-a na liderança.
Ainda em 1978, ela e outros pesquisadores solicitaram ao governo brasileiro a criação de uma área protegida na região da Serra da Capivara. O Parque Nacional da Serra da Capivara foi criado em 1979, abrangendo uma área protegida pela UNESCO.
| “ | Escrevi para o governador do Piauí [Dirceu Arcoverde], pedindo a criação do parque. Quatro anos depois, [em 1979,] foi criado, por um decreto do Figueiredo. Eu conhecia os sítios de arte rupestre da Europa e da África e vi a importância dos sítios daqui - a diferença que existia em relação aos outros. Então, fui falar com o Itamaraty e com a UNESCO. Primeiro, com o Itamaraty, dizendo que precisava pedir à UNESCO para que [o parque] fosse [declarado] patrimônio mundial. O Itamaraty me deu um passaporte de embaixador para eu ir à UNESCO. Na primeira apresentação, o pedido foi aprovado e, em 1991, o parque foi declarado Patrimônio Cultural da Humanidade. | ” |

Foi também diretora-presidente da Fundação Museu do Homem Americano, sediada em São Raimundo Nonato, e hoje é presidente emérita.
Como arqueóloga chefe, Guidon foi responsável pela preservação, desenvolvimento e gerenciamento dos projetos arqueológicos do Parque. Ela e seus colegas descobriram mais de 800 sítios pré-históricos, que contribuíram para esclarecer o processo de povoamento das Américas. Desses sítios, mais de 600 contêm pinturas. Em Pedra Furada, ela e seus colegas escavaram um sítio arqueológico de arte rupestre para descobrir evidências de uma cultura paleoamericana que eles acreditam ser de c. 30 000 anos A.P., datação muito mais antiga do que a preconizada por teorias anteriores acerca dos primeiros habitantes na área. Niède registrou mais de 35 000 imagens arqueológicas e publicou inúmeros artigos e livros.

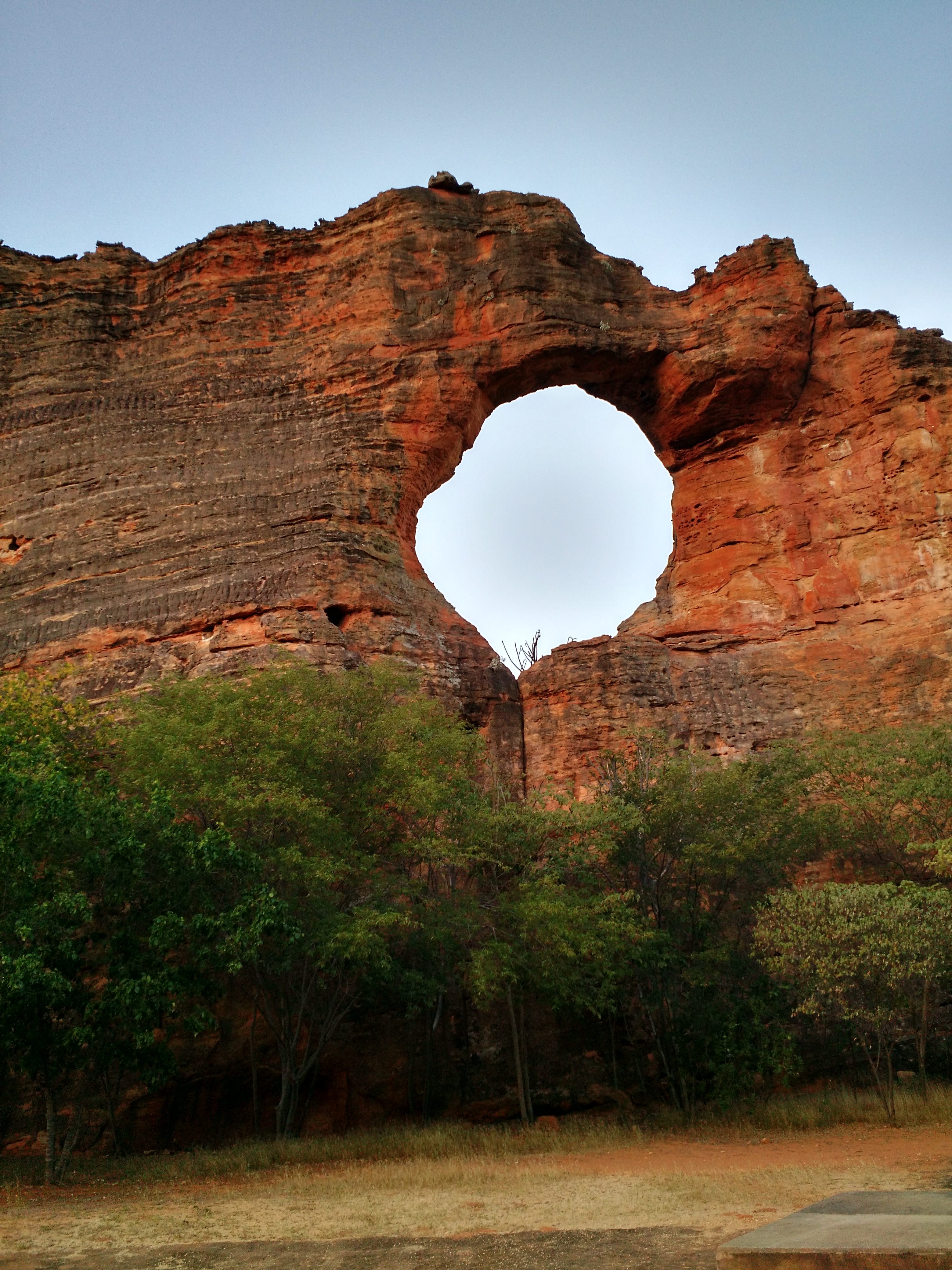
A Pedra Furada, no Parque Nacional da Serra da Capivara

Suas descobertas vieram à tona pela primeira vez em 1986, com uma publicação na revista britânica Nature, na qual ela afirmou ter descoberto lareiras e artefatos humanos datados de c. 32 000 A.P. Embora a datação tenha suscitado controvérsia, Guidon e seus colegas mostraram que a área foi ocupada por culturas de arte rupestre paleoamericanas e arcaicas - culturas que subsistiram com base na caça e coleta. Em 1988 ela iniciou uma parceria com o Instituto Brasileiro do Meio Ambiente e dos Recursos Naturais Renováveis (IBAMA), para facilitar a continuação de suas escavações.

### Pedra Furada
O mais famoso sítio pré-histórico estudado por Guidon é a Toca do Boqueirão da Pedra Furada, no parque da Serra de Capivara, em São Raimundo Nonato, Piauí. Pedra Furada é um abrigo rupestre com 17 metros de profundidade; suas paredes são pintadas com mais de 1 150 imagens pré-históricas. Nesse local, Guidon encontrou milhares de artefatos que poderiam sugerir trabalhos manuais humanos - incluindo uma estrutura semelhante a uma fogueira, formada por troncos e pedras - que ela estima datarem de 48 700 anos A.P. Ela acredita que humanos chegaram ao Brasil há cerca de 100 000 anos, provavelmente de barco, provenientes da África.
Os restos vegetais e animais recuperados dos níveis de c. 10 000 anos desse sítio e de níveis comparáveis de outro abrigo rochoso na Serra, o sitio de Perna, mostram que a área era mais úmida e mais florestada do que hoje. Todavia, o geoarqueólogo Michael R. Waters, da Universidade A&M do Texas, observou a ausência de evidências genéticas, nas populações modernas, para apoiar a reivindicação de Guidon.
A hipótese mais aceita, atualmente, sobre a chegada de humanos à América é a da passagem pelo Estreito de Bering - embora haja outras menos populares. Por exemplo, a hipótese da passagem pelo Oceano Pacífico, que afirma que essas migrações, em direção às Américas, teriam vindo da Austrália, passando pelas ilhas - que eram então mais numerosas, em razão do nível do mar mais baixo. Niède Guidon adere à segunda hipótese, além sustentar a hipótese de que os primeiros povoadores vieram pelo Atlântico, provenientes da África, o que explicaria vestígios datados de até 58 000 anos.
| “ | Quando cheguei aqui e andava por aí, ainda havia índios que viviam escondidos onde hoje é a área do parque, nos anos 1970. Muitos índios tinham sido assassinados pelos brancos na região. Eu vi esses índios e observei que as características deles eram africanas. Não tinham nada de asiático. O homem daqui veio da África. Na Bahia, hoje, também já tem sítios com vestígios de características africanas. Também na América do Sul foram descobertos sítios, e está comprovado que os primeiros homens que chegaram aqui vieram da África. No México, faz uns dois anos, descobriram um esqueleto de uma jovem de 17 anos; fizeram exame de DNA e descobriram que ela tem DNA africano e asiático. Os africanos chegaram aqui, pelo Nordeste, e os asiáticos, por Bering. | ” |

Os achados arqueológicos de Guidon levam a crer que o povoamento do continente americano tenha-se dado muito antes do que se supõe. Enquanto a hipótese mais aceita, acerca do povoamento das Américas, postula que os primeiros humanos chegaram no continente há 15 000 anos, alguns dos sítios arqueológicos estudados por Niède contêm artefatos que datam de até 58 000 anos AP. O problema dessa hipótese é que muitos dos artefatos (produtos do trabalho humano) encontrados por Guidon e sua equipe são considerados geofatos (produtos da ação de forças naturais) por alguns estudiosos.
Os arqueólogos se dividem quanto à questão: alguns aceitam as evidências arqueológicas sem contestá-las; outros pensam que elas não são sólidas o suficiente para derrubar as antigas hipóteses. Em 2006, divulgaram-se os resultados das pesquisas de Eric Boeda, da Universidade de Paris, e Emílio Fogaça, da Universidade Católica de Goiás, segundo os quais os objetos achados por Niède, em 1978, no Boqueirão da Pedra Furada, foram realmente feitas por seres humanos e são datados de 33 000 a 58 000 anos, contrariando hipóteses anteriores.
Embora sua hipótese tenha lacunas, o acúmulo de evidências arqueológicas tende a fortalecer cada vez mais suas hipóteses. Seu trabalho resultou nas descobertas de mais de 1 300 sítios arqueológicos e de centenas de fósseis, na região da caatinga brasileira.

### Aposentadoria
Por quase cinco décadas, Niède Guidon protagonizou as pesquisas arqueológicas na área de São Raimundo Nonato e lutou pela conservação do Parque, até que, em 2020, aos 87 anos, as sequelas da chikungunya lhe causaram problemas nas articulações, obrigando-a a usar uma bengala para andar, e impossibilitando-a a fazer suas longas caminhadas pelo parque - ela decidiu que estava na hora de parar.
Em dezembro do mesmo ano, o Governo Federal, na época representado pelo presidente Jair Bolsonaro, autorizou a concessão do Parque Nacional da Serra da Capivara - patrimônio cultural da humanidade atualmente vinculado ao Instituto Chico Mendes de Conservação da Biodiversidade (ICMBio) - para exploração pelo setor privado.

### Morte
Morreu, em 4 de junho de 2025, vítima de um infarto. Após a divulgação da morte, o governo do Piauí alegou que o legado de Guidon para a ciência e arqueologia é "inestimável" e decretou luto oficial de três dias. O Ministério da Ciência, Tecnologia e Inovação (MCTI) emitiu uma nota onde declara “com coragem, rigor científico e compromisso com a educação, Niède construiu um legado que transcende a ciência”.

## Prêmios e honrarias

### Nacionais
- Em 2022, foi condecorada com a Ordem de Rio Branco, no grau de Comendador.[33]
- Em 2020, tomou posse como a sexta ocupante da Cadeira nº 24 da Academia Piauiense de Letras.[34]
- Em 2017, recebeu o Prêmio Itaú Cultural 30 Anos na categoria Inspirar, por sua trajetória na arte e cultura brasileira.[35]
- Em 2014, recebeu o Prêmio Cientista de Ano, da SBPC.[36]
- Em 2013, ganhou o Prêmio da Fundação Conrado Wessel na categoria cultura, por seu trabalho na Fundação Museu do Homem Americano.[37]
- Em 2010, a 8 de março, ganhou o Prêmio Tejucupapo da Revista Nordeste VinteUm.
- Em 2005, foi agraciada com a GrãCruz da Ordem do Mérito Científico, do Ministério de Ciência e Tecnologia.[38]
- Em 2004, ganhou o Prêmio Faz Diferença, do jornal O Globo.[39]
- Em 1997, foi uma das finalistas do Prêmio Mulher do Ano, da revista Claudia (editora Abril).
- Em 2024 recebeu o prêmio Almirante Álvaro Alberto pelo Conselho Nacional de Desenvolvimento Científico e Tecnológico (CNPq), Ministério da Ciência, Tecnologia e Inovação (MCTI) e Marinha do Brasil.[40]

### Internacionais
- Em 2020, recebeu o Prêmio Internacional Hypatia Awards 2020, promovido pela Confederação dos Centros Internacionais para a Conservação do Patrimônio Arquitetônico (CICOP)[41]
- Em 2013, recebeu o título de Cavaleiro da Legião de Honra, concedido pelo Governo da França.[42]
- Em dezembro de 2010, recebeu, em Joanesburgo, a medalha comemorativa pelo aniversário dos 60 anos da UNESCO. Essa comenda é atribuída a pessoas que se destacaram por sua contribuição na área da pesquisa, divulgação e preservação do Patrimônio Cultural da Humanidade.[43]
- Em dezembro de 2010, recebeu a medalha de ouro da Herity Italia (Organizzazione per la Gestione di Qualità del Patrimonio Culturale – Commissione Nazionale Italiana), em nome da Fundham, instituição voltada à preservação do Parque Nacional da Serra da Capivara.
- Em 2005, recebeu o Prêmio Verde das Américas.[44]
- Em 2005, recebeu o Prêmio Príncipe Klaus, do Governo da Holanda.[45]